# نوكيا (مدينة)

موقع نوكيا.

شعار نوكيا

نوكيا (Nokia) مدينة فنلندية على ضفاف نهر كوكيماينيوكي في إقليم بيركانما، تبعد نحو 15 كيلومتراً إلى الغرب من تامبيري. يبلغ عديد قاطنيها 31.517 ساكن.

## التاريخ
يكتنف الغموض أصل اسم «نوكيا». في الفنلندية الحديثة "noki" يعني السـُخام و"nokia" أحد صيغات الجمع المـُعربة نادرة الاستخدام هذا إن استخدمت. تـَزعم النظرية الأكثر شيوعاً أن الاسم جاء في الواقع من كلمة "nois" الفنلندية القديمة (جمعها nokia) أو "nokinäätä" («دلق السخام») وتعني السمور. بعد أن تم صيد السمور حتى الانقراض من فنلندا، تم إطلاق الكلمة على حيوان بفراء قاتم مثل الدلق لا يزال موجوداً في المنطقة حتى يومنا هذا. تم رسم السمور على شعار نوكيا. ولكن ظهرت في وقت لاحق بحوث تشير إلى أن السمامير لم تسكن أبداً فنلندا في المقام الأول، وأن اسم nois قد تشير في الواقع إلى القندس.
أول إشارة أدبية إلى نوكيا في وثيقة من عام 1505 في اتصال مع إقطاعية نوكيا.
كانت نوكيا مسرحاً لإحدى أكبر معارك حرب الهراوة، وهي انتفاضة سنة 1596 للفلاحين ضد الإقطاعيين السويديين. تسلح الفلاحون بالهراوات، واتخذوا من نوكيا معقلا وفازوا بعدة اشتباكات ضد فرسان الإقطاعيين، ولكنهم هزموا بشكل حاسم على يد كلاوس فليمنغ في 1-2 يناير 1597. وقتل الآلاف من رجال الهراوات. زعيمهم يآلكو إيلكا الذي كان قد فر ، اعتقل بعد بضعة أسابيع وأعدم. كانت حرب الهراوة آخر ثورة الرئيسية للفلاحين في فنلندا، وبشكل دائم عقد موحد للدولة القومية. بعد ذلك بكثير، في الحرب الأهلية الفنلندية (1918)، كانت نوكيا (إلى جانب تامبيري المجاورة) معقلاً اشتراكياً وشهدت بعض المعارك.
استخدمت نوكيا للوصول إلى قلب تامبيري الحالي، بمنطقة بيسبالا وهي جزء من منطقة سور- بيركالا بنوكيا. تم تقسيم سور - بيركالا إلى بيركالا شمالية وبيركالا جنوبية. في سنة 1938 تم تغيير اسم شمال بيركالا بنوكيا واستعاد جنوب بيركالا اسمه الأصلي بيركالا. جـُعل من نوكيا مدينة في عام 1977.

## وصلات خارجية
- بلدية نوكيا – الموقع الرسمي